# Taisuke Muramatsu
Taisuke Muramatsu (村松 大輔 Muramatsu Taisuke?), född 16 december 1989, är en japansk fotbollsspelare som spelar för Giravanz Kitakyushu.
I juli 2012 blev han uttagen i Japans trupp till fotbolls-OS 2012.